# Statul Jigawa
Jigawa este un stat  în Nigeria. Reședința sa este orașul Dutse.